# 217124 Michaelsalinas
217124 Michaelsalinas este o planetă minoră (asteroid) din centura de asteroizi. A fost descoperită pe 6 februarie 2002 la Observatorul Național Kitt Peak de Marc Buie⁠(d). 
Obiectul prezintă o orbită caracterizată de o semiaxă mare de 2,8553082638148 UAi, o excentricitate de 0,072856416992849, o înclinație de 2,6489965394476 ° în raport cu ecliptica.